# Mauritius op de Olympische Zomerspelen 2024
Mauritius nam deel aan de Olympische Zomerspelen 2024 in Parijs.

## Aantal Deelnemers
Hieronder volgt een overzicht van de atleten die zich reeds gekwalificeerd hebben voor de Olympische Zomerspelen van 2024.
| Sport       | Mannen | Vrouwen | Totaal |
| ----------- | ------ | ------- | ------ |
| Atletiek    | 1      | 1       | 2      |
| Badminton   | 1      | 1       | 2      |
| Judo        | 1      | 0       | 1      |
| Triatlon    | 1      | 0       | 1      |
| Wielersport | 1      | 2       | 3      |
| Zeilen      | 1      | 1       | 2      |
| Zwemmen     | 1      | 1       | 2      |
| Totaal      | 7      | 6       | 13     |

## Deelnemers en resultaten

### Atletiek

#### Loopnummers
Mannen
| Atleet   | Onderdeel | Voorronde | Voorronde | Series | Series | Herkansingen | Herkansingen | Halve finale   | Halve finale   | Finale         | Finale         |
| Atleet   | Onderdeel | Tijd      | Rang      | Tijd   | Rang   | Tijd         | Rang         | Tijd           | Rang           | Tijd           | Rang           |
| -------- | --------- | --------- | --------- | ------ | ------ | ------------ | ------------ | -------------- | -------------- | -------------- | -------------- |
| Noa Bibi | 100 m     | 10,27     | 1 Q       | 10,19  | 6      | n.v.t.       | n.v.t.       | Niet geplaatst | Niet geplaatst | Niet geplaatst | Niet geplaatst |

Vrouwen
| atlete        | onderdeel | series | series | kwartfinale | kwartfinale | halve finale | halve finale | finale | finale |
| atlete        | onderdeel | tijd   | rang   | tijd        | rang        | tijd         | rang         | tijd   | rang   |
| ------------- | --------- | ------ | ------ | ----------- | ----------- | ------------ | ------------ | ------ | ------ |
| Marie Perrier | marathon  | n.v.t. | n.v.t. | n.v.t.      | n.v.t.      | n.v.t.       | n.v.t.       |        |        |

### Badminton
Mannen
| atleet      | onderdeel | groepsfase              | groepsfase           | groepsfase           | groepsfase | eliminatie           | kwartfinale          | halve finale         | finale / BM          | finale / BM |
| atleet      | onderdeel | tegenstander uitslag    | tegenstander uitslag | tegenstander uitslag | rang       | tegenstander uitslag | tegenstander uitslag | tegenstander uitslag | tegenstander uitslag | rang        |
| ----------- | --------- | ----------------------- | -------------------- | -------------------- | ---------- | -------------------- | -------------------- | -------------------- | -------------------- | ----------- |
| Julien Paul | enkelspel | Vitidsarn V 9-21, 12-21 | Koljonen             | n.v.t.               |            |                      |                      |                      |                      |             |

Vrouwen
| atleet     | onderdeel | groepsfase                    | groepsfase           | groepsfase           | groepsfase | eliminatie           | kwartfinale          | halve finale         | finale / BM          | finale / BM |
| atleet     | onderdeel | tegenstander uitslag          | tegenstander uitslag | tegenstander uitslag | rang       | tegenstander uitslag | tegenstander uitslag | tegenstander uitslag | tegenstander uitslag | rang        |
| ---------- | --------- | ----------------------------- | -------------------- | -------------------- | ---------- | -------------------- | -------------------- | -------------------- | -------------------- | ----------- |
| Kate Ludik | enkelspel | EOR Yavarifvafa W 21-5, 21-11 | Yeo J M              | n.v.t.               |            |                      |                      |                      |                      |             |

### Judo
Mannen
| atleet        | onderdeel | eerste ronde         | tweede ronde         | kwartfinale          | halve finale         | herkansing           | finale / BM          | finale / BM |
| atleet        | onderdeel | tegenstander uitslag | tegenstander uitslag | tegenstander uitslag | tegenstander uitslag | tegenstander uitslag | tegenstander uitslag | rang        |
| ------------- | --------- | -------------------- | -------------------- | -------------------- | -------------------- | -------------------- | -------------------- | ----------- |
| Rémi Feuillet | −90 kg    |                      |                      |                      |                      |                      |                      |             |

### Triatlon
Individueel
| Atleet                     | Evenement | Zwemmen(1.5 km) | Rang 1 | Fietsen (40 km) | Rang 2 | Lopen(10 km) | Totaal Tijd | Ranking |
| -------------------------- | --------- | --------------- | ------ | --------------- | ------ | ------------ | ----------- | ------- |
| Jean Gaël Laurent L'Entete | Mannen    |                 |        |                 |        |              |             |         |

### Wielersport

#### Mountainbiken
| atleet            | onderdeel               | tijd | rang |
| ----------------- | ----------------------- | ---- | ---- |
| Aurelie Halbwachs | cross-country (vrouwen) |      |      |

#### Wegwielrennen
Mannen
| atleet             | onderdeel    | tijd | rang |
| ------------------ | ------------ | ---- | ---- |
| Christopher Lagane | wegwedstrijd |      |      |

Vrouwen
| atleet             | onderdeel    | tijd | rang |
| ------------------ | ------------ | ---- | ---- |
| Kimberley Le Court | wegwedstrijd |      |      |

### Zeilen
Mannen
| atleet                | onderdeel    | voorrondes | voorrondes | voorrondes | voorrondes | voorrondes | voorrondes | voorrondes | voorrondes | voorrondes | voorrondes | voorrondes | voorrondes | kwartfinale | halve finale(s) | halve finale(s) | halve finale(s) | halve finale(s) | halve finale(s) | halve finale(s) | finales(s) | finales(s) | finales(s) | finales(s) | finales(s) | finales(s) | rang |
| atleet                | onderdeel    | 1          | 2          | 3          | 4          | 5          | 6          | 7          | 8          | 9          | 10         | 11         | 12         | kwartfinale | 1               | 2               | 3               | 4               | 5               | 6               | 1          | 2          | 3          | 4          | 5          | 6          | rang |
| --------------------- | ------------ | ---------- | ---------- | ---------- | ---------- | ---------- | ---------- | ---------- | ---------- | ---------- | ---------- | ---------- | ---------- | ----------- | --------------- | --------------- | --------------- | --------------- | --------------- | --------------- | ---------- | ---------- | ---------- | ---------- | ---------- | ---------- | ---- |
| Jean Lauri Fenouillot | Formula Kite |            |            |            |            |            |            |            |            |            |            |            |            | n.v.t.      |                 |                 |                 |                 |                 |                 |            |            |            |            |            |            |      |

Vrouwen
| atlete        | onderdeel    | voorrondes | voorrondes | voorrondes | voorrondes | voorrondes | voorrondes | voorrondes | voorrondes | voorrondes | voorrondes | voorrondes | voorrondes | kwartfinale | halve finale(s) | halve finale(s) | halve finale(s) | halve finale(s) | halve finale(s) | halve finale(s) | finales(s) | finales(s) | finales(s) | finales(s) | finales(s) | finales(s) | rang |
| atlete        | onderdeel    | 1          | 2          | 3          | 4          | 5          | 6          | 7          | 8          | 9          | 10         | 11         | 12         | kwartfinale | 1               | 2               | 3               | 4               | 5               | 6               | 1          | 2          | 3          | 4          | 5          | 6          | rang |
| ------------- | ------------ | ---------- | ---------- | ---------- | ---------- | ---------- | ---------- | ---------- | ---------- | ---------- | ---------- | ---------- | ---------- | ----------- | --------------- | --------------- | --------------- | --------------- | --------------- | --------------- | ---------- | ---------- | ---------- | ---------- | ---------- | ---------- | ---- |
| Julie Paturau | Formula Kite |            |            |            |            |            |            |            |            |            |            |            |            | n.v.t.      |                 |                 |                 |                 |                 |                 |            |            |            |            |            |            |      |

### Zwemmen
Mannen
| Atleet        | Onderdeel        | Series | Series | Halve finale   | Halve finale   | Finale         | Finale         |
| Atleet        | Onderdeel        | Tijd   | Rang   | Tijd           | Rang           | Tijd           | Rang           |
| ------------- | ---------------- | ------ | ------ | -------------- | -------------- | -------------- | -------------- |
| Ovesh Purahoo | 100 m vrije slag | 52,22  | 60     | Niet geplaatst | Niet geplaatst | Niet geplaatst | Niet geplaatst |

Vrouwen
| atlete          | onderdeel     | series | series | halve finale | halve finale | finale | finale |
| atlete          | onderdeel     | tijd   | rang   | tijd         | rang         | tijd   | rang   |
| --------------- | ------------- | ------ | ------ | ------------ | ------------ | ------ | ------ |
| Anishta Teeluck | 200 m rugslag |        |        |              |              |        |        |